# Quelques jours plus tard

Quelques jours plus tard (A Few Days Later... ; en persan چند روز بعد Chand Rooz Ba'd...) est un film iranien de Niki Karimi sorti en 2006.

## Synopsis
Shahrzad, une jeune femme iranienne est une graphiste très occupée. Lorsque l'ex-femme de son fiancé rentre en Iran et reprend sa place, Shahrzad sent qu'elle doit réagir et prendre des décisions qui doivent changer le cours de sa vie sentimentale.
Mais elle est très indécise et repousse ses décisions...
Ce sont ces jours de troubles et d'hésitation que nous fait partager le film de Niki Karimi.

## Fiche technique
- Titre original : Chand Rooz Ba'd...
- Titre français : Quelques jours plus tard
- Titre anglais : A Few Days Later...
- Réalisation : Niki Karimi
- Scénario : Shadmehr Rastin
- Production : Mohammad-Reza Takhtkeshian
- Musique : Peyman Yazdanian
- Décors : Iraj Raminfar
- Pays d'origine :  Iran
- Format : Couleurs - 35 mm
- Genre : Comédie dramatique
- Durée : 78 minutes
- Dates de sortie : 2006